# Ситрус-Хайтс
Ситрус-Хайтс (англ. Citrus Heights) — город в округе Сакраменто в штате Калифорния в Соединённых Штатах Америки.
Согласно данным переписи населения США 2020 года число жителей города 
составляло 87 583 человека, что, для такого небольшого населённого пункта, существенно больше (+ 5.1%), чем было во время предыдущей переписи проводившейся в 2010 году (83 301 человек).

## История
В 1965 году в Ситрус-Хайтс открылся американский речной колледж.
Ситрус-Хайтс был включён в реестр штата в начале января 1997 года, официально став пятым городом в округе Сакраменто.

## География
Согласно данным Бюро переписи населения США, общая площадь города составляет 14,22 квадратных мили (36,8 км2) и всю эту территорию занимает суша.
Максимальную скорость роста население города показало в 1980-е годы — 294.8%, но в третьем тысячелетии этот показатель стал стабилизироваться.

## Климат
Климат в Ситрус-Хайтс характеризуется мягкой зимой и сухим жарким летом. В этом районе обычно низкая влажность, а средняя температура в течение года составляет 68 градусов по Фаренгейту, при этом среднесуточная температура колеблется от 45° в декабре и январе до 76° в июле. Среднесуточная максимальная температура колеблется от 53° в декабре и январе до 93° в июле. Среднесуточная минимальная температура колеблется от 38° до 58°. В среднем в году 73 дня с максимальной температурой более 90°, при этом самая высокая температура за всю историю составила 114° 17 июля 1925 года, и 18 дней, когда минимальная температура опускается ниже 32°, при этом самая холодная температура за один день была зафиксирована 11 декабря 1932 года и составила 17°.
Среднегодовое количество осадков составляет 24,61 дюйма. В летние месяцы дождей почти не бывает (менее 1%), а более 80% выпадает в период с ноября по март. 3,47", 3,39", 4,46" и 4,34" в месяц соответственно, хотя количество осадков может быть намного больше среднего. В среднем 96 дней в году бывает туман, в обычно утром, в основном в декабре и январе. Обычно в Ситрус-Хайтс 268 солнечных дней в году.